# Gerardo Cid de Castro Valério
Gerardo Cid de Castro Valério (Sabará, 21 de abril de 1919 – Belo Horizonte, 14 de outubro de 1995) foi um médico e político brasileiro.

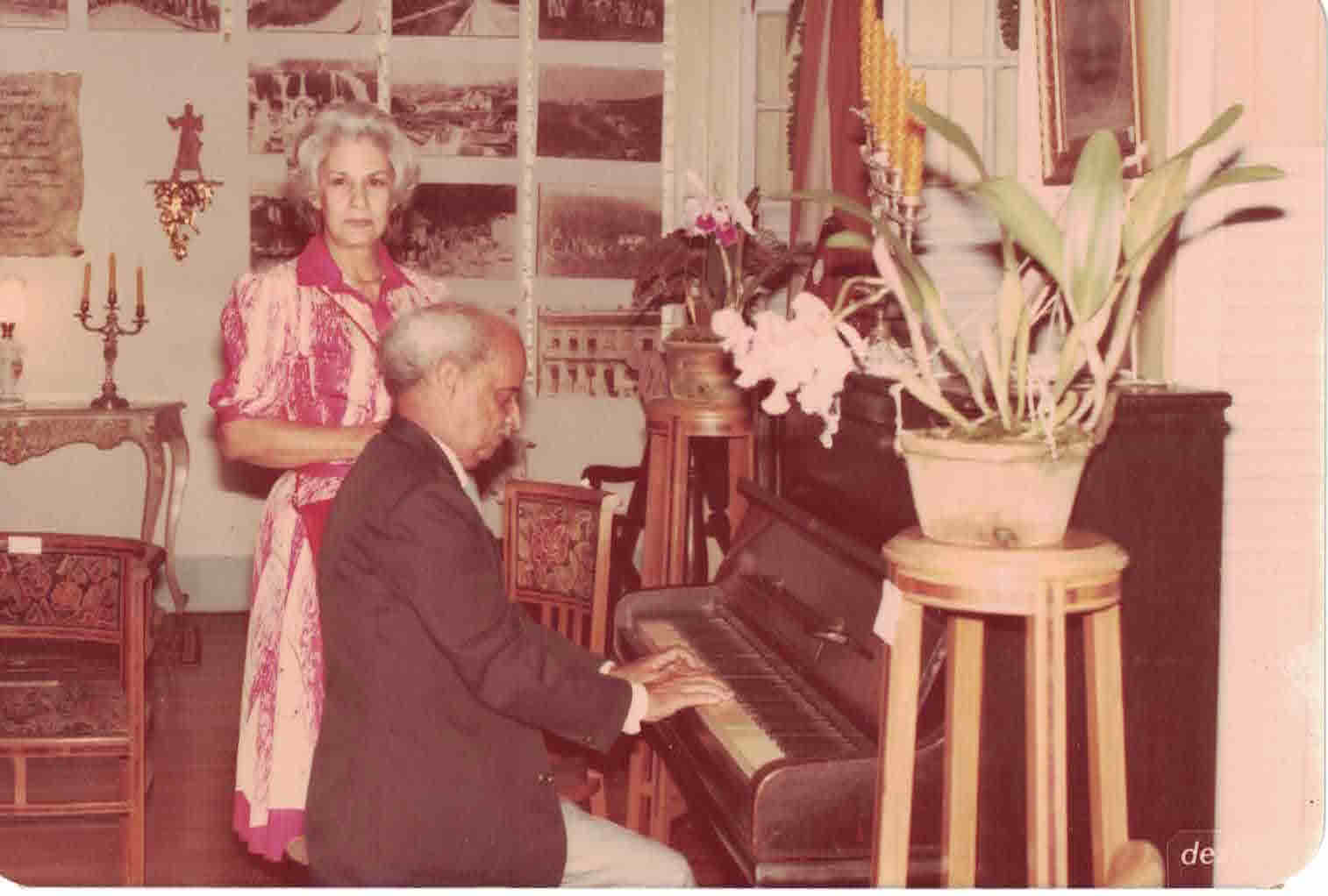
Gerardo Cid de Castro Valério ao piano e sua então esposa, Nilza da Silva Valério ao fundo. (Acervo Familiar)

## Formação e atuação
Formado em Medicina pela Faculdade de Medicina da Universidade de Minas Gerais (UMG), tendo colado grau em 1941, exerceu grande parte de sua atividade profissional na cidade de São João del Rei, onde atendia em consultório próprio e também em hospitais, tendo sido um dos fundadores do Hospital Nossa Senhora das Mercês .Além das consultas atuava também como clínico geral, tarefa para a qual consta que demonstrava perícia. Conta-se que por sua baixa estatura, para facilitar o acesso aos pacientes na mesa de operação, era colocado um tablado na sala cirúrgica para que ele pudesse subir e executar todos os procedimentos de maneira mais cômoda.

## Trajetória política
Eleito duas vezes Presidente da Câmara Municipal de São João del Rei nos períodos de 1949 -1951 e 1953 - 1955  e Prefeito de São João del Rei entre 31/01/1983 e 31/12/1988   .
Durante sua gestão ocorreu o tombamento da Serra do Lenheiro para efeito de preservação paisagística com o decreto nº 1.654 de 20 de Abril de 1988. 

## Morte de Tancredo Neves
Gerardo Cid de Castro Valério foi o Prefeito de São João del Rei entre 1983 e 1988, período histórico que abrangeu a eleição de Tancredo Neves como Governador de Minas Gerais e, posteriormente, Presidente, além dos conturbados dias que viriam, como sua hospitalização, óbito e desdobramentos no país. Por consequência, o mandato do Dr. Cid Valério, como era chamado na altura, foi profundamente marcado pelos acontecimentos daqueles dias. Vivenciou junto da cidade a euforia das comemorações da eleição e o luto do fatídico dia que se seguiria. Chegou a visitar o Presidente eleito no hospital e, sendo ele mesmo médico cirurgião, conversou com o chefe da equipe que assistia Tancredo, Dr. Henrique Walter Pinotti. Relatou posteriormente esta visita e as informações que recebeu ao povo sanjoanense no seu programa da Rádio São João del Rey: "Gabinete Aberto". Embora o médico responsável desse declarações esperançosas na altura, consta que, em particular, Cid ficou preocupado com o quadro.   
Nos dias que se seguiram, acabou por estar presente no enterro do ex-presidente, fazendo parte do grupo de pessoas que seguiu o cortejo até o cemitério da Igreja de São Francisco de Assis e sendo uma das seis pessoas que proferiram os discursos que precederam o sepultamento  .
Completado um ano deste evento traumático para o país, ainda recebeu diversas autoridades que retornaram à São João del Rei para prestar tributo ao primeiro aniversário de morte de Tancredo Neves. 

## Homenagens
Foram batizadas em sua homenagem na cidade de São João del Rei a unidade básica de saúde "Prefeito Gerardo Cid de Castro Valério"   e a rua "Prefeito Gerardo Cid de Castro Valério", cujo cep é 36307-056. 